# Semerînske, Lokaci
Semerînske (în ucraineană Семеринське) este un sat în comuna Zubîlne din raionul Lokaci, regiunea Volînia, Ucraina.

## Demografie
Componența lingvistică a localității Semerînske
     Ucraineană (100%)
Conform recensământului din 2001, toată populația localității Semerînske era vorbitoare de ucraineană (100%).